# Kostel svatého Víta (Bojanov)
Kostel svatého Víta v Bojanově je jednolodní sakrální barokní stavba z roku 1730 se samostatně stojící zvonicí, která se tyčí na skalnatém ostrohu nad řekou Chrudimkou. Je farním kostelem bojanovské farnosti a společně se zvonicí, ohradní zdí s branou a márnicemi je chráněn jako kulturní památka ČR.

## Historie
První písemná zmínka o něm pochází z roku 1350. Dříve v tomto místě stávala pravděpodobně tvrz. Farnost bojanovská byla součástí Újezdu vilémovského a spravovali ji benediktini z vilémského kláštera, v té době největšího mužského kláštera v Čechách. Původní chrám v roce 1730 vyhořel do základů. Na stejném místě byl vystavěn chrám v barokním slohu Františkem Josefem ze Schönfeldu.

## Popis kostela

### Exteriér

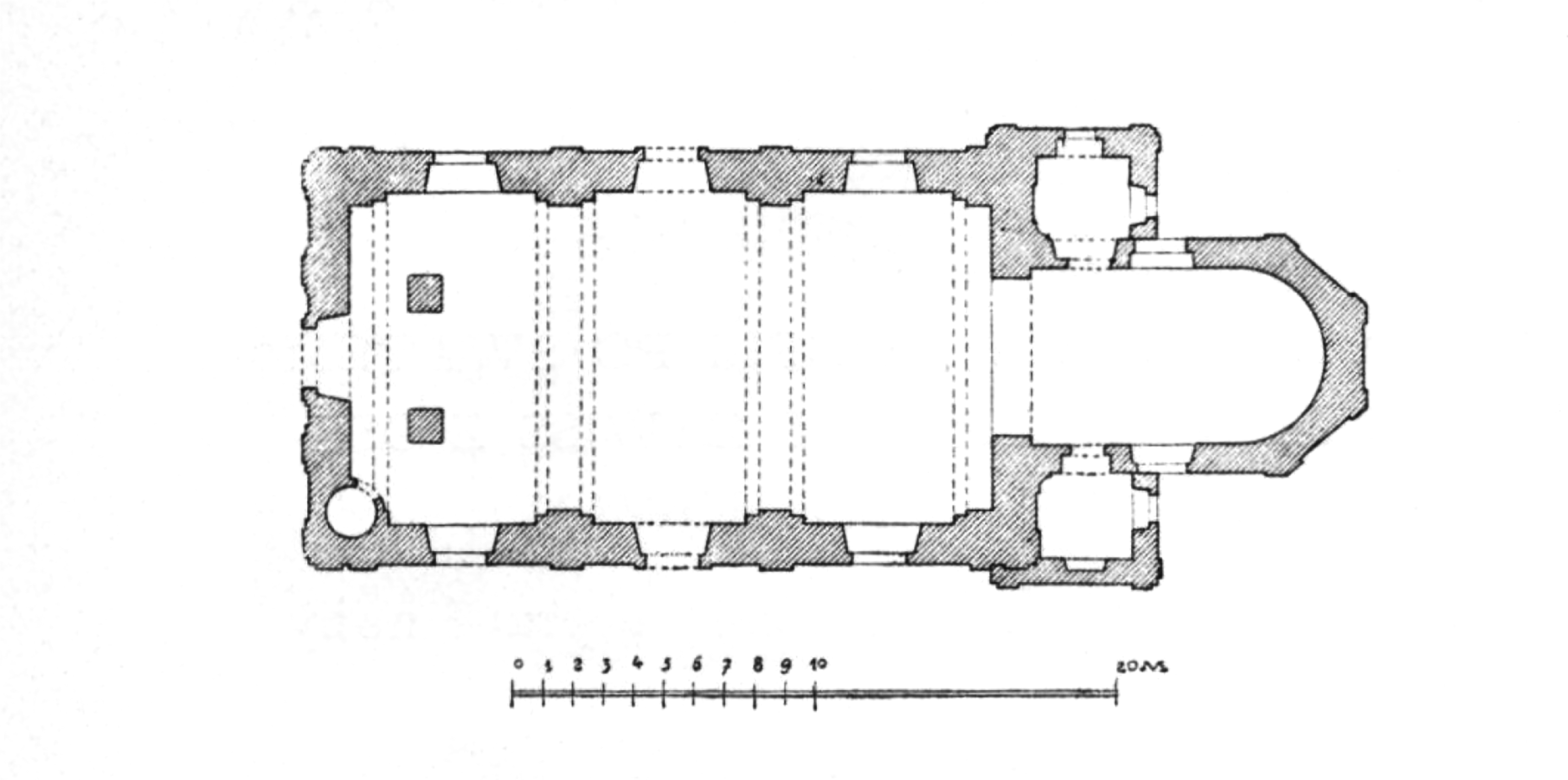
Půdorys kostela svatého Víta, 1900

Kostel je jednolodní orientovaná bezvěžová stavba s odsazeným trojboce zakončeným presbyteriem, k němuž na obou stranách přiléhají sakristie s kaplí. Západní štítové průčelí je členěno dvojicemi pilastrů s římsovými hlavicemi, nad profilovanou korunní římsou se zdvihá segmentově zakončený štít s bočními křídly s piniovými šiškami završenými koulemi. Hlavní portál s architektonicky členěným pravoúhlým kamenným ostěním je zakončen půlkruhově s vrcholovým klenákem a půlkruhovou supraportou. Nad vstupem je obdélné, půlkruhově zaklenuté okno, původně s vitrážemi, nyní zazděné. Fasáda lodi 21 metrů dlouhé a 11 metrů široké je členěna pilastry, v nárožích zdvojenými, a trojicí oken po každé straně. Okna ve štukových šambránách s vrcholovým klenákem a kamennou podokenní římsou jsou obdélná s půlkruhovým záklenkem. Presbytář dlouhý 11,2 metrů a široký 5,8 metrů je členěn obdobně jako loď a je osvětlen dvěma okny nad bočními přístavky.

### Interiér
Presbytář kostela je v interiéru zakončen půlkruhově a od hlavní vyšší lodi je oddělen triumfálním půlkruhovým obloukem. Stěny lodi jsou členěny výraznými svazkovými toskánskými pilastry, celý prostor je zaklenut valeně s pasy a lunetovými výsečemi, pouze kruchta je podklenutá křížovou klenbou, křížovou hřebínkovou klenbu mají i boční sakristie. Přístup na kruchtu je vřetenovým dřevěným schodištěm v síle zdi.

#### Výzdoba a vybavení kostela
Interiér kostela je bohatě zdoben barokními freskami z let 1730–1737, částečně přemalovanými v roce 1880 a restaurovanými v roce 1950. Jim dominuje iluzivní malba architektonického sloupového oltáře v závěru presbyteria s postavami svatého Petra a Pavla po stranách, na klenbě presbytáře jsou výjevy Umučení a Nanebevzetí svatého Víta. Nad dveřmi do sakristie po evangelní straně je zobrazen zástup českých patronů s jezdeckou bitvou v pozadí, nad nimiž se vznáší svatý Václav na koni a dvojhlavý orel. Nad dveřmi do kaple Božího hrobu na epištolní straně je znázorněna další scéna z legendy svatého Václava, sněm německých knížat, při němž dostal darem relikvii svatého Víta - ramenní kost světce. Nástropní malby kruchty zobrazují Nejsvětější Trojici s andělskými kůry, na stropě lodi je letopočet 1730 a na vítězném oblouku je znak Schönfeldů a iniciály stavebníka.
V nástavci hlavního oltáře je obraz svatého Víta z roku 1839 od Antonína Machka, nástavce tří bočních oltářů z počátku 18. století mají bohatě vyřezávané rámy s akanty a stuhami a soudobé obrazy. Podle Chytilova Soupisu památek byly na protějškových oltářích u vítězného oblouku obrazy svatého Vojtěcha a Prokopa, nyní je na levém bočním oltáři obraz Madony Lietinské a socha Panny Marie Lurdské, v horní části oltáře je v medailonu vyobrazen sv. Jan Nepomucký. Na protějším oltáři je obraz svatého Tomáše s výjevem vzkříšeného Ježíše, který vyzývá Tomáše, aby vložil ruku do jeho ran po ukřižování. V horní části oltáře je v medailonu znázorněna svatá Barbora.[zdroj?] Třetí boční oltář v jižní části lodi sem byl přenesen ze zrušeného kostela v Krásném. Na jeho obraze z konce 18. století je zobrazena svatá Anna Samatřetí s Ježíšem v pravici a Pannou Marií. V době vánoční na něm bývá postaven Betlém, který byl objednán v období konce 1. světové války v Tyrolsku.[zdroj?]
K vybavení kostela patří i bohatě zdobená barokní dřevěná kazatelna z poloviny 18. století s plastikami Církevních otců v poprsni a Kristem s evangelisty na baldachýnu a cínová křtitelnice ze 16. století obnovená v roce 1950. Vitrážová okna pořídili věřící ze sbírek roku 1918. V letech 1995–2000 bylo zhotoveno současné vybavení kostela – obětní stůl, lavice, ambon. Jsou do něho zakomponovány původní prvky, zejména části mřížky, která dříve sloužila k oddělení presbytáře od lodě kostela.[zdroj?]
Původní varhany s osmi rejstříky byly v roce 1809 prodány a u varhanáře Ignáce Horáka (* 11. srpna 1764 Kutná Hora) byla objednaná stavba nových, k jejichž dokončení musel být varhanář vyzván právní cestou. Jedná se o dvoumanuálový mechanický zásuvkový nástroj se sedmi rejstříky. První manuál a pedál jsou umístěny v hlavním stroji na kůru, druhý manuál v pozitivu umístěném v zábradlí kůru. Dispozice nástroje je: 
- I. manuál Aeolina 8´, Viola 8´, Flétna 8´, Principál 4´, Octáva 2´, Quinta, Mixtura 1 1/3´.
- II. manuál Copula 8´, Copula 4´, Principál 2´, Octáva 1´.
- Pedál Subbas 16´, Octávbas 8´, Quintbas.[9]

Varhany byly opravovány v roce 1839 Josefem Čejkou (* kolem 1781–7. srpna 1859 Chrudim), v roce 1880 Ludvíkem Fukátkem (6. srpna 1824 Polná–26. dubna 1902 Kutná Hora), v roce 1900 Josefem Vanickým starším (17. února 1854 Jeníkovice–24. září 1917 Třebechovice pod Orebem), v roce 1916 Josefem Kobrle (16. října 1851 Stará Lomnice–8. března 1919) a v roce 1939 firmou Žloutek a syn.

## Zvonice

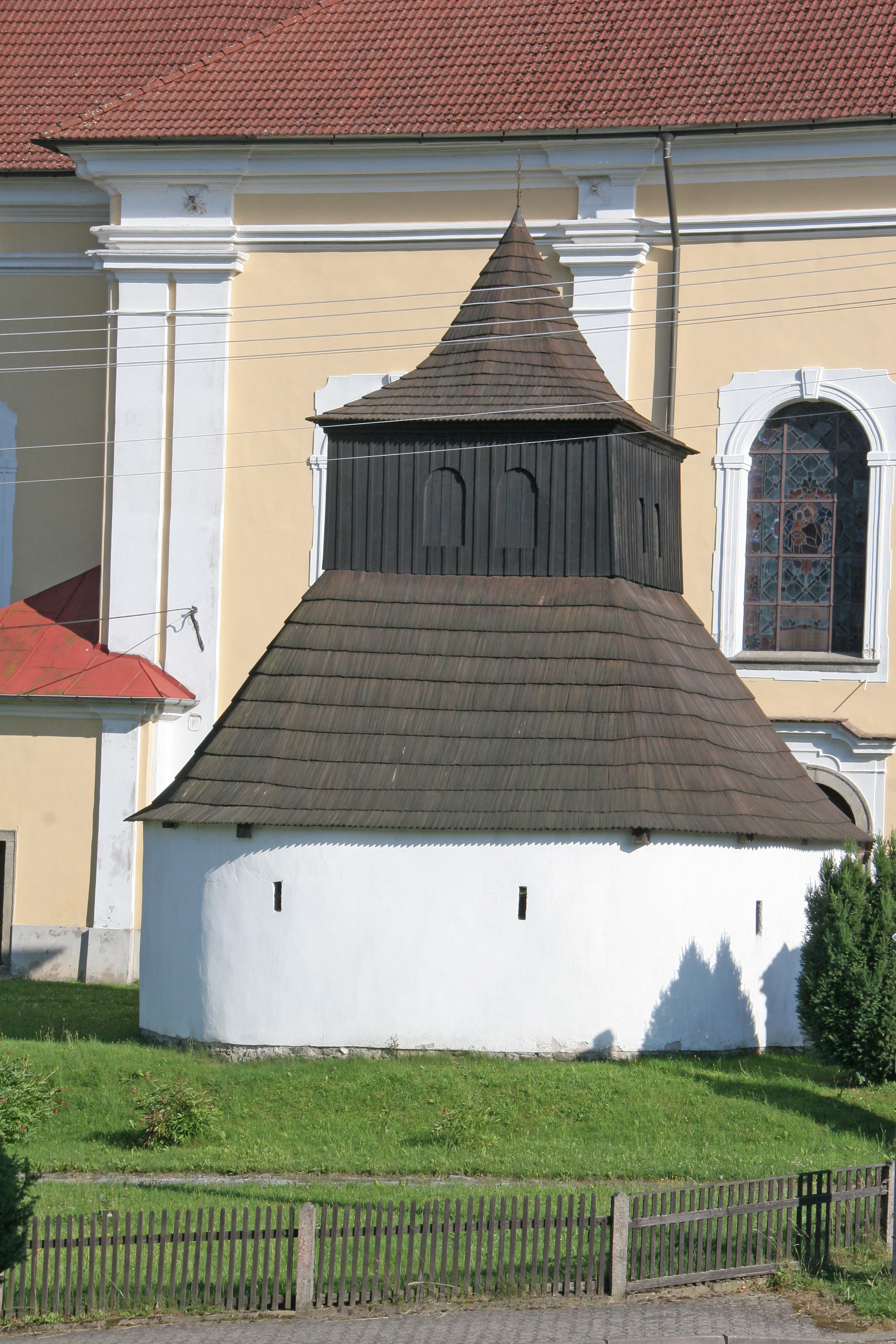
Zvonice od severu

Dřevěná zvonice stojí severně od kostela na základech ochranné bašty polygonálního půdorysu, který je směrem ke městu půlkruhový a směrem ke kostelu rovně ukončený. Předpokládá se, že její zděná část se střílnami a vraty do přízemní márnice je staršího data, než kostel. Přízemí je zastřešeno stanovou střechou vzpěradlové konstrukce krytou šindelem, z níž vyrůstá bedněné zvonové patro štenýřové konstrukce završené jehlancovou střechou. Podle starších zdrojů byly ve zvonici čtyři zvony. Největší z nich, o průměru 94 cm a výšce 78 cm, z roku 1510, vytvořil mistr Jiří z Chrudimi (magister Georgius chrudimensis), menší měl průměr 66 cm a výšku 56 cm, třetí zvon byl z roku 1699 a nejmenší ze zvonů byl bez nápisu. Novější zdroje uvádějí zvony tři, z nichž jeden byl zrekvírován Němci za druhé světové války. Dnes se zde nacházejí zvony dva: původní zvon Václav z roku 1510 a malý litinový zvon z roku 1918.

## Bývalý hřbitov s ohradní zdí s kostnicemi

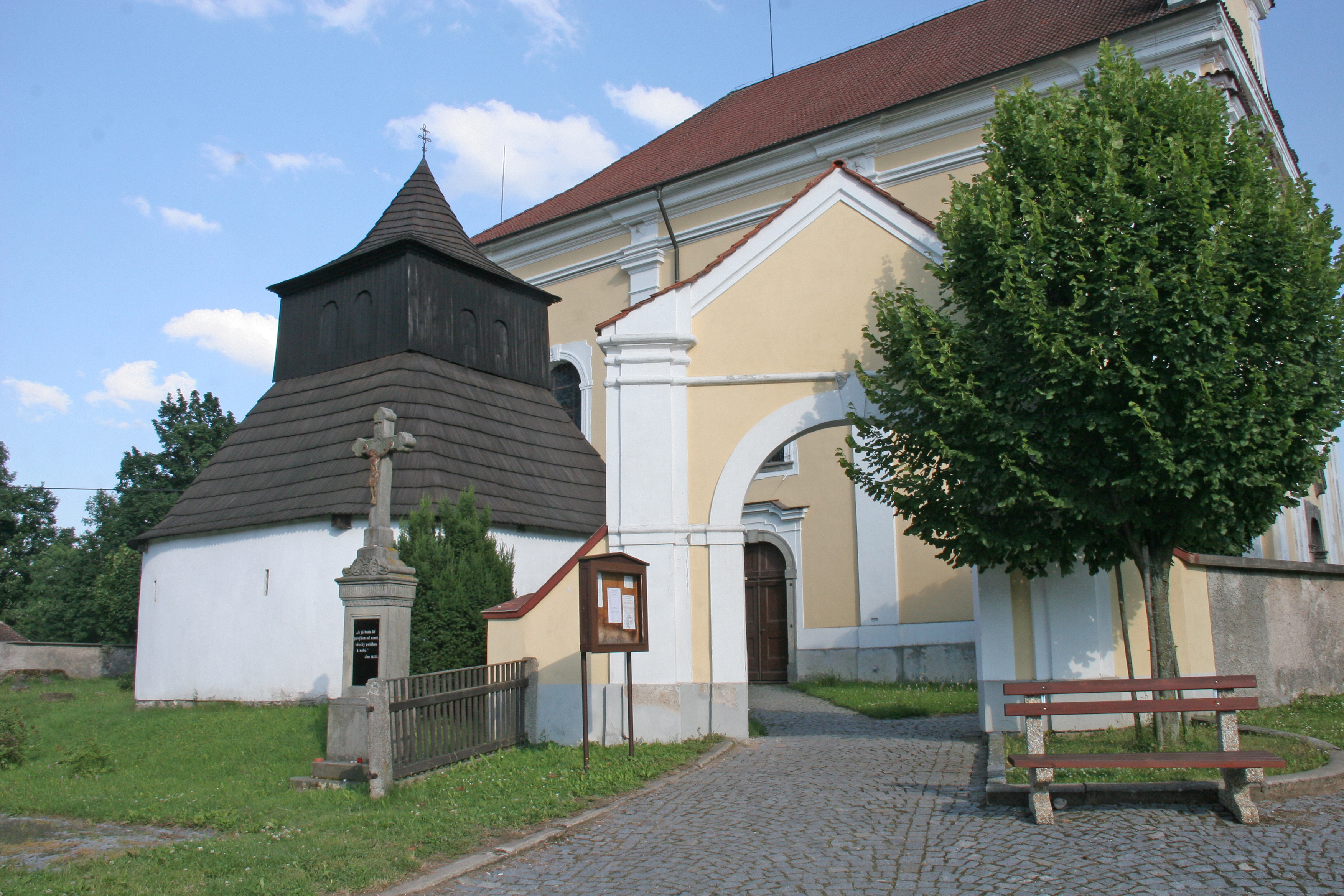
Brána ohradní zdi a zvonice

Na původní hřbitov okolo kostela se vcházelo kulisovou barokní bránou v ohradní zdi asi 175 cm vysoké, do jejíž hmoty jsou na jižní straně zapuštěny dvě zděné kvadratické kostnice se stanovými střechami s bobrovkami. V roce 1835 byl hřbitov zrušen a přeložen na dnešní místo na kraji obce.

## Fara
Budova fary čp. 36 stojící severně od areálu kostela je přízemní barokní stavba z druhé poloviny 18. století doplněná hospodářskými objekty, které je rovněž památkově chráněná. Má sedmiosé průčelí a tříosé boky, okna mají štukové šambrány s uchy, fasády jsou členěny lizénami. Interiér je klenutý i plochostropý, střecha je vysoká, mansardová, krytá eternitem.